# Államok vezetőinek listája 80-ban
Ezen az oldalon az i. sz. 80-ban fennálló államok vezetőinek névsora olvasható földrészek, majd országok szerinti bontásban.

## Európa
- Boszporoszi Királyság
  - Király: I. Rhészkuporisz (68/69–93/94)
- Dák Királyság
  - Király: Duras (70–87)
- Római Birodalom
  - Császár: Titus (79–81) 
    - Consul: Titus császár
    - Consul: Caesar Domitianus
    - Consul suffectus: Aulus Didius Gallus Fabricius Veiento
    - Consul suffectus: Lucius Aelius Lamia Plautius Aelianus
    - Consul suffectus: Quintus Aurelius Pactumeius Fronto
    - Consul suffectus: Gaius Marius Marcellus Octavius P. Cluvius Rufus
    - Consul suffectus: Quintus Pompeius Trio
    - Consul suffectus: Lucius Acilius Strabo
    - Consul suffectus: Sextus Neranius Capito
    - Consul suffectus: Marcus Tittius Frugi
    - Consul suffectus: Titus Vinicius Iulianus

  - Britannia provincia
    - Legatus: Cnaeus Iulius Agricola (78–84)

  - Hispania Tarraconensis provincia
    - Kormányzó: Caius Valerius Festus (79–81)

## Ázsia
- Armenia
  - Király: Szanatrukész (75–110)
- Elümaisz
  - Király: Phraatész (70-90)
- Hsziungnuk
  - Sanjü: Huhszie Sicsu Huti (63-85)
- Ibériai Királyság
  - Király: I. Mithridatész (58–106)
- India
  - Anuradhapura
    - Király: Vaszabha (67–111)

  - Indo-pártus Királyság
    - Király: Szanabarész (kb. 80)
- Japán
  - Császár: Keikó (71–130)
- Kína (Han-dinasztia)
  - Császár: Han Csang-ti (75–88)
- Korea
  - Pekcse
    - Király: Kiru (77–128)

  - Kogurjo
    - Király: Thedzso (53–146)

  - Silla
    - Király: Thalhe (57–80)
    - Király: Phasza (80–112)

  - Kaja államszövetség
    - Király: Szuro (42–199?)
- Kusán Birodalom
  - Király: Kudzsula Kadphiszész (30-80)
  - Király: Vima Takto (80–90)
- Nabateus Királyság
  - Király: II. Rabbel (70–106)
- Oszroéné
  - Király: VI. Abgar (71–91)
- Pártus Birodalom
  - Nagykirály: II. Pakórosz (78–115)
  - Ellenkirály: III. Artabanosz (80-81)
- Római Birodalom
  - Iudaea provincia
    - Procurator: Lucius Flavius Silva Nonius Bassus (74–81)

  - Syria Provincia
    - Praefectus: Lucius Ceionius Commodus (78–82)

## Afrika
- Római Birodalom
  - Aegyptus provincia
    - Praefectus: Gaius Tettius Africanus Cassianus Priscus (80–82)
- Kusita Királyság
  - Kusita uralkodók listája

## Fordítás
Ez a szócikk részben vagy egészben  a   Liste der Staatsoberhäupter 80 című német Wikipédia-szócikk ezen változatának fordításán alapul.  Az eredeti cikk szerkesztőit annak laptörténete sorolja fel. Ez a jelzés csupán a megfogalmazás eredetét és a szerzői jogokat jelzi, nem szolgál a cikkben szereplő információk forrásmegjelöléseként.